# Piscoyacu (distrito)
Piscoyacu é um distrito do Peru, departamento de San Martín, localizada na província de Huallaga.

## Transporte
O distrito de Piscoyacu é servido pela seguinte rodovia:
- SM-117, que liga o distrito à cidade de Sacanche
- SM-103, que liga o distrito de Sacanche à cidade de Saposoa[1][2][3]